# Gomjenica (Prijedor)
Gomjenica (szerbül: Гомјеница), falu Bosznia-Hercegovinában, Bosanska krajina területén, Prijedor községben, a Szerb Köztársaságban. 

## Fekvése
Bosznia-Hercegovina északnyugati részén, Banja Lukától légvonalban 43, közúton 56 km-re északnyugatra, községközpontjától légvonalban és közúton 3 km-re délre, 137 – 138 méteres tengerszint feletti magasságban, a Szana és a Gomjenica-csatorna közötti hordalékos sík területen fekszik. A falu vonalas szerkezetű, északi részén híd van a Gomjenica folyón.

## Népessége
| Nemzetiségi csoport | Népesség 1991 | Népesség 2013 |
| ------------------- | ------------- | ------------- |
| Szerb               | 1995          | 2141          |
| Bosnyák             | 703           | 311           |
| Horvát              | 45            | 31            |
| Jugoszláv           | 134           | 2             |
| Egyéb               | 72            | 68            |
| Összesen            | 2945          | 2553          |

## Története
A település területe a régészeti leletek tanúsága szerint már az ókorban és a középkorban is lakott volt. A település kavicsbányájából, Baltine Bare közeléből az i. e. 2. – 1. századból származó lovassíros temető maradványai kerültek elő. Ugyancsak ennek a településnek a közelében a Szana partján jelentős a 10. – 11. századból származó temető sírjait tárták fel, gazdag mellékletekkel.

A település 1878-ig tartozott az Oszmán Birodalomhoz, ekkor a berlini kongresszus határozata alapján az Osztrák-Magyar Monarchia része lett. A monarchia szétesésével 1918-ban előbb a Szerb-Horvát-Szlovén Királyság, majd 1929-től a Jugoszláv Királyság része. Jugoszlávia megszállása után a falu a Független Horvát Állam (NDH) része lett. 
1945-től a település a szocialista Jugoszlávia része volt. A falu a második világháború után gyorsan fejlődött, párhuzamosan a közeli város fejlesztésével. A boszniai háború idején a település a Boszniai Szerb Köztársasághoz tartozott. A daytoni békeszerződést követő területfelosztásnál a település Prijedor község részeként a Szerb Köztársaság területéhez került. Ma az aktív lakosság legnagyobb része Prijedorban dolgozik. A faluban regionális általános iskola, művelődési ház, valamint fémszerkezeteket és alumínium asztalosipari termékeket gyártó üzem működik.

## Nevezetességei
- Baltine Bare – középkori temető maradványai. Feltárására 1963-ban (Z. Marić) és 1964-ben (Nada Miletić) került sor. A sírok a Szana jobb partján, egy hordalékos teraszon voltak találhatók, és a lelőhely 246 északnyugat-délkeleti tájolású sírt tartalmazott. A leletek 0,40 – 0,90 méteres mélységből kerültek elő. A sírok közül 126 tartalmazott gazdag mellékleteket (köztük a női viselet részeként szereplő ékszerek dominálnak), amelyek a kelta, a dalmát-horvát és a bjelobrdoi kultúrkörhöz tartoznak. A ritkább leletek között fegyverek, szerszámok, használati tárgyak, római pénzek találhatók. A temető a korai szláv időszakhoz tartozik, a 10. – 11. századból származik.[5] A sírmezőleltár a pannon Bijelo-Brdo kultúrkör és az ókori horvát állam kultúrkörének átfedéséről ad tájékoztatást. A gomjenicai régészeti leleteket a szarajevói Állami Múzeumban (Zemaljski muzej) őrzik.

- Okruti, Baltine Bare – lovassírok. A temető egy része, két lovassírral a kavicsbányászat során megsemmisült. A próbaásatás során egy csontvázas sír került elő, csekély mellékletekkel. Korukat az i. e. 2. – 1. században határozták meg.[5]

- Szent Petka tiszteletére szentelt ortodox temploma 2011-ben épült

- A gomjenicai mecset építése 1998-ban kezdődött, és hivatalosan 2003. augusztus 10-én nyílt meg. A boszniai háború előtt az itteni hívek a čaršijai gyülekezethez tartoztak.